# Andres Lepik

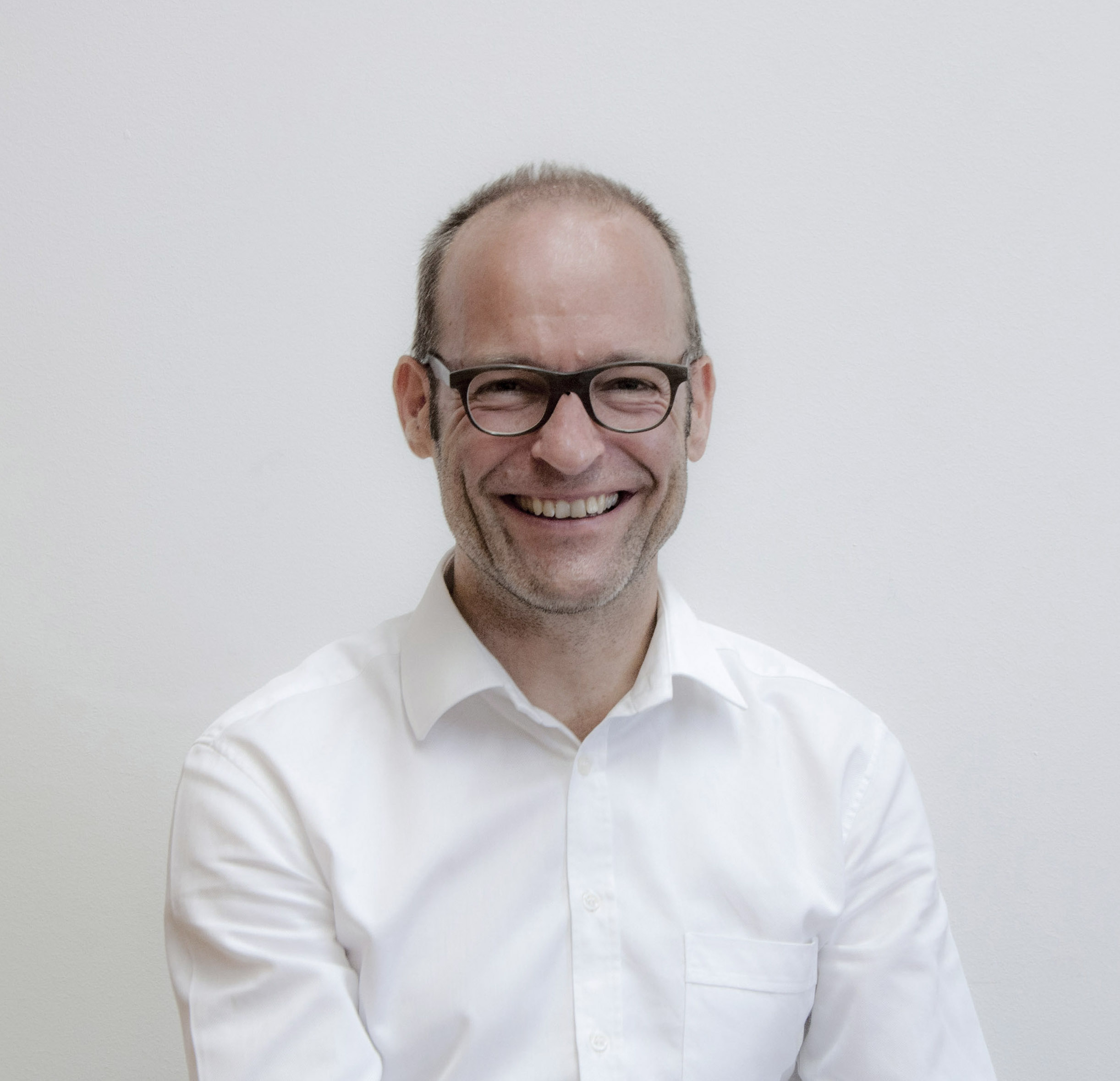
Andres Lepik (2013)

Andres Lepik (* 1961 in Augsburg) ist ein deutscher Museumsdirektor und Architekturhistoriker.

## Leben
Lepik studierte Kunstgeschichte und Germanistik an der Universität Augsburg und promovierte an der Bibliotheca Hertziana über Das Architekturmodell in Italien: 1353–1500. Anschließend war er zunächst als freischaffender Journalist tätig, u. a. für die Neue Zürcher Zeitung.
Von 1994 bis 1996 war er Wissenschaftlicher Museumsassistent bei den Staatlichen Museen zu Berlin, von 1996 bis 1998 koordinierte er die Ausstellung „Das XX. Jahrhundert. Ein Jahrhundert Kunst in Deutschland“ (1998) unter Generaldirektor Peter-Klaus Schuster, dessen wissenschaftlicher Referent er von 1998 bis 2000 war. Von 2000 bis 2004 war er Leiter des Bereichs für Veröffentlichungen und Personal an der Generaldirektion. Er arbeitete als Kurator an der Neuen Nationalgalerie Berlin, wo er einige Architekturausstellungen, u. a. Renzo Piano. Architekturen des Lebens (2000), Content. Rem Koolhaas und AMO/OMA (2003) und Oswald Mathias Ungers Kosmos der Architektur (2006) organisierte. Zwischen 2004 und 2007 war er Leiter der Architektursammlung 20./21. Jahrhundert an der Kunstbibliothek der Staatlichen Museen zu Berlin. Von 2007 bis 2010 war er Kurator am Museum of Modern Art in New York, dort zeigte er u. a. Small Scale, Big Change. New Architectures of Social Engagement. Von 2011 bis 2014 war er Korrespondent des Architektur- und Designmagazins Domus, von 2012 bis 2014 Mitherausgeber von Candide, Journal for Architectural Knowledge. An der Graduate School of Design der Harvard University war er 2012 Loeb Fellow und ko-kuratierte die Ausstellung „Participation: Empowerment in Practice“ gemeinsam mit dem Seminarleiter und den Studierenden.
Mai 2012 wurde Lepik als Professor für Architekturgeschichte und kuratorische Praxis an die Technische Universität München berufen, seit 1. Oktober 2012 ist er Direktor des Architekturmuseums der TU München. Von Juli 2013 bis März 2015 war er Mitglied im Kuratorium der IBA Heidelberg, und von Oktober 2013 bis September 2019 Mitglied im Beirat Bildende Kunst am Goethe-Institut. Seit 2018 ist er im Vorstand der International Confederation of Architecture Museums (ICAM). Die von ihm kuratierte Ausstellung "Think Global, Build Social!", die 2012 am Deutschen Architekturmuseum und dem Architekturzentrum Wien gezeigt wurde, ist seit Herbst 2015 auf Tournee und wird weltweit an über 30 Goethe-Instituten präsentiert. Er gehörte 2014 zu den Initiatoren des Laufen Manifesto für eine menschliche Designkultur.

## Publikationen
Als Autor
- Small Scale, Big Change, New Architectures of Social Engagement. MoMA, New York 2010, ISBN 978-0-87070-784-1.
- Skyscrapers. Prestel, München 2004, ISBN 3-7913-3155-8.
- Das Architekturmodell in Italien 1353–1500. Wernersche Verlagsgesellschaft, Worms 1994, ISBN 3-88462-104-1.

Als Herausgeber
- "Francis Kéré. Radically Simple." Ausstellungskatalog, Hatje Cantz, Berlin 2016, ISBN 978-3-7757-4216-0.
- mit Simone Bader: "WORLD OF MALLS", Hatje Cantz, Berlin 2016, ISBN 978-3-7757-4138-5
- Lina Bo Bardi: Brasiliens alternativer Weg in die Moderne. Ausstellungskatalog. Hatje Cantz, Ostfildern 2014, ISBN 978-3-7757-3852-1.
- Show and Tell: Architektur sammeln. Ausstellungskatalog. Hatje Cantz, Ostfildern 2014, ISBN 978-3-7757-3801-9.
- AFRITECTURE. Bauen mit der Gemeinschaft. Ausstellungskatalog. Hatje Cantz, Ostfildern 2013, ISBN 978-3-7757-3661-9.
- Zvi Hecker, Sketches. Hatje Cantz, Ostfildern 2012, ISBN 978-3-7757-3383-0.
- Moderators of Change, Architektur, die hilft. Hatje Cantz, Ostfildern 2010, ISBN 978-3-7757-3186-7.
- Barkow Leibinger Reflect, Building in the Digital Media City Seoul, Korea. Hatje Cantz, Ostfildern 2007, ISBN 978-3-7757-1954-4.
- O. M. Ungers. Kosmos der Architektur. Ausstellungskatalog. Hatje Cantz, Ostfildern 2006, ISBN 978-3-7757-1820-2.
- mit Anne Schmedding: Architektur in Berlin: Das XX. Jahrhundert. Ein Jahrhundert Kunst in Deutschland. DuMont Buchverlag. Köln 1999, ISBN 3-7701-5062-7.
- mit Paul Kahlfeld: Neue Nationalgalerie, Dreißig Jahre. Berlin 1998.